# موریچاق
موریچاق (به لاتین: Murichaq) یک منطقهٔ مسکونی در افغانستان است که در ولایت بادغیس واقع شده‌است.